# Lovgirighet
Lovgirighet är vissa segelbåtars tendens att vända upp mot vindögat under seglats. Lovgirighet tvingar rorsman att dra rodret till sig (i lovart) för att motverka effekten. 

## Orsaker
När en segelfarkost kränger under vind ligger båtskrovets läsida under mer vatten än lovartsidan. Formen av den nedsänkta delen skapar ett vridmoment som trycker fören mot vindögat. Detta gör det nödvändigt att föra rodret mot vindögat för att motverka vridningen. Eftersom lovgirighet kräver att rodret läggs i vinkel mot den avsedda kursen, orsakar den vattenmotstånd och saktar ner båten.
En liten lovgirighet anses av vissa seglare att vara en önskvärd egenskap, både från "känslan" i rorkulten och båtens tendens att lova lätt i vindbyar. Andra seglar föredrar ett neutralt roder. 

## Hantering
Varje handling som minskar en båts krängning kan hjälpa mot lovgirighet. Tävlingsseglare använder sig kroppsvikt för att räta upp båten. Att reva segel har samma effekt. Egendomligt nog seglar många båtar fortare med revade segel när krängningen och segelytan reducerats, på grund av det minskade vattenmotståndet.